# منتخب هونغ كونغ لدوري الرغبي
منتخب هونغ كونغ لدوري الرغبي هو ممثل هونغ كونغ الرسمي في المنافسات الدولية في دوري الرغبي .

## وصلات خارجية
- الموقع الرسمي